# Осиевка
Оси́евка (укр. Осіївка, пол. Owsijówka) — село на Украине, находится в Бершадском районе Винницкой области.
Возле села расположен остановочный пункт Осиевка узкоколейной железной дороги Рудница — Голованевск.
Код КОАТУУ — 0520483603. Население по переписи 2001 года составляет 1722 человека. Почтовый индекс — 24456. Телефонный код — 432.
Занимает площадь 30 км².

## Адрес местного совета
24456, Винницкая область, Бершадский р-н, с. Осиевка, ул. Ленина, 93

## Известные уроженцы
- Манзий, Савва Филимонович (1913—2008) — украинский советский ученый-морфолог.
- Романченко, Александр Ефимович (р. 1922) — советский и российский физик. Специалист в области физики ускорителей. Лауреат Ленинской премии (1961, за работу по серийному производству боевых частей для ракет). Участник Второй мировой войны. Живёт в Обнинске.
- Бойчук Виталий Николаевич (1974) — доктор педагогических наук, профессор.
- Прик Василий Никитович (1927-2008) - заслуженный работник прокуратуры, заместитель прокурора УССР(1979-1991).Участник ВОВ, кавалер боевых орденов и медалей.